# Славковский, Карел
Карел Славковский (чеш. Karel Slavkovský; 25 января 1845, Бештвина, ныне район Хрудим, Чехия — 15 февраля 1919, Прага) — чешский пианист.

## Биография
Начал учиться музыке у своего дяди, местного учителя. Затем перебрался в Прагу, где учился у композитора Ченека Винаржа и пианиста Александра Драйшока. В 1864 году дебютировал как аккомпаниатор, первый сольный концерт дал в 1870 году. Одним из первых пражских исполнителей заинтересовался старинной музыкой, исполнял произведения Доменико Скарлатти. Наиболее известен как первый исполнитель Фортепианного концерта Антонина Дворжака (24 марта 1878 года), был также первым исполнителем некоторых фортепианных пьес Бедржиха Сметаны, охотно играл ранних чешских композиторов (Воржишека, Дусика). С 1867 года вёл также преподавательскую деятельность.